# 블랑팡

블랑팡(Blancpain)은 1735년 설립한 역사상최초의 시계 브랜드이다. 스위스 빌르레에서 시작한 창립자 예한-자크 블랑팡(Jehan-Jacques Blancpain)에서 손자 다비드-루이(David-Louis), 증손자 프레데릭-루이(Frédéric-Louis), 그리고 그의 아들 프레데릭-에밀(Frédéric-Emile), 손자 줄스-에밀(Jules-Emile)까지 이어졌으며 1926년에 블랑팡 최초의 자동 손목시계를 판매하였다. 1932년 프레데릭-에밀의 사망과 함께 가족 기업 역사는 끝났다. 1950년대 후반 100,000개의 시계를 생산하였으며 스위스 시계 협회에 통합하여 1971년에는 220,000개의 생산을 넘어섰다. 1973년 세계 경기 침체의 발생으로 시계 수출이 감소하였지만 1983년 당시 오메가의 전무였던 장 클로드 비버(현재 위블로 CEO)를 통해 독자적인 무브먼트 개발과 럭셔리 마케팅으로 재건되었다.

## 참조
1. ↑  입문용시계 세이코 블랑팡과 세이코 베이비스모 리뷰